# Theo Kerstel

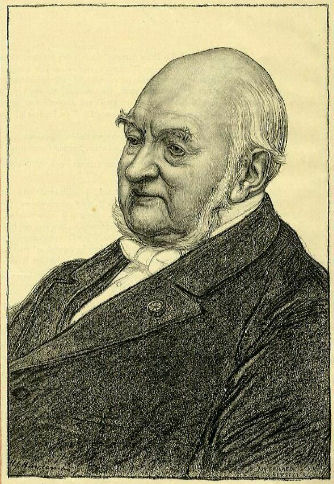
Gravure van Nicolaas Beets door Kerstel, naar een tekening van Hendrik Haverman (1896)

Theodorus Henricus (Theo) Kerstel ('s-Hertogenbosch, 15 september 1859 - Haarlem, 19 november 1936) was een Nederlands graficus.
Kerstel werd geboren in Den Bosch als zoon van Gerardus Kerstel (1820-1908), meesterkleermaker, en Helena Maria Verkuijlen (1820-1903). In 1890 was hij een van de leerlingen van Henri Bogaerts, uitgever en oprichter van Katholieke Illustratie, die van 1880 tot aan zijn dood eind 1902 in Vught onder de naam Peinture Bogaerts een atelier had dat door zijn drie zoons overgenomen werd. In 1890 verhuisde Kerstel naar Haarlem, waar hij ging werken voor drukkerij Joh. Enschedé. Kerstel maakte onder andere lithografieën van door Hendrik Haverman getekende portretten. Zijn houtgravures werden gebruikt voor diverse tijdschriften en boeken.
In zijn vrije tijd hield Kerstel zich bezig met de schietsport en won diverse prijzen. Hij was lid van schietvereniging 'Generaal van Merlen' in Haarlem, in 1892 opgericht als club voor (oud-)onderofficieren.